# Agriophara atratella
Agriophara atratella es una especie de polilla del género Agriophara, familia Depressariidae.
Fue descrita científicamente por Walker en 1866.